# Tetraodorhina lucens
Tetraodorhina lucens är en skalbaggsart som beskrevs av Pouillaude 1917. Tetraodorhina lucens ingår i släktet Tetraodorhina och familjen Cetoniidae. Inga underarter finns listade i Catalogue of Life.